# パタパタ飛行船の冒険
『パタパタ飛行船の冒険』（パタパタひこうせんのぼうけん）は、2002年1月5日から同年6月29日にWOWOWで放送されたテレコム・アニメーションフィルム制作のテレビアニメ。ジュール・ヴェルヌのSF小説『サハラ砂漠の秘密』と『悪魔の発明』を原作としている。
日本全国初の画面縦横比16:9（1920X1080、1280X720の画質）の完全デジタルハイビジョン・アニメ（BSデジタルHD放送）として制作し、話題に起している。

## ストーリー
名門貴族バクストン家の末娘として生まれたジェーンは、誕生と同時に母を亡くしてしまう。父エドワードはマルグリートと再婚するが、彼女もまた病死してしまった。母親を知らずに育ったジェーンだったが、長兄ジョージや次兄ウィリアム、そして執事のサン・ベランに囲まれ幸せな子供時代を過ごした。
ジョージは「浮遊泉」と呼ばれる空飛ぶ液体の研究をしており、ジェーンはその影響を受け、いつしか「飛行機械を作って大空を自由に飛びたい」と夢見るようになっていった。
そんなある日、ジョージの元に国から浮遊泉を探すための東方調査団への参加要請が届けられた。自分の研究成果を証明するため喜んで調査に出発したが、その同じ日にウィリアムは父の意向に背いた働きをして失踪してしまう。数年後、ジョージの帰りを心待ちにしていたバクストン家に、「ジョージが反乱を起こして処刑された」という連絡が届いた。時を同じくして、エドワードの経営する銀行から全預金が盗まれる事件が発生し、エドワードはそのショックで病気にかかってしまった。
それからしばらくして、ジェーンの元に一通の手紙が届いた。それは死んだはずのジョージからのものであり、手紙の中には浮遊泉が入っていた。兄の生存を確信したジェーンはサン・ベランと共に、ジョージを探すために東方の地へと旅立つ。

## 登場人物

### ジェーン一行
ジェーン・バクストン
声 - 小暮英麻
本作の主人公。バクストン家の末娘。自分のことよりも相手のことを想いやる優しい性格をしている。勉強は苦手だが発明が大好きで、空を飛ぶことに強い憧れがある。「機械は人を幸せにするもの」と考えており、機械が人を傷付けるのに使われることが耐えられない。
ジョージを探すため東方へと旅立ち、そこで様々な人と出会い見識を広める。
アジェノール・サン・ベラン
声 - 納谷六朗
バクストン家の執事。ジェーンが生まれる前からバクストン家に仕えており、ジェーンが生まれてからは彼女の教育係を任されている。釣りが何よりも好きで、エドワードから貰った釣竿を宝物にしている。
口やかましい性格だがジェーンのことを大切にしており、彼女のためなら危険を冒すこともいとわない。
サブリ
声 - 水間真紀
砂漠の街でジェーンが出会った少年で、身寄りのない子供たちと一緒に生活している。砂漠の案内人としてジェーンたちの旅に同行する。
機転の利く少年で、ジェーンやサン・ベランの危機を何度も救っている。口が悪く、サン・ベランやマルスネーとよく喧嘩している。
スカイ
声 - 小形満
ジェーンが乗った船の乗客ベリンダ（声 - 重松朋）が飼っていたリトルダックスフント。貴金属などの光り物が大好きで、船内で貴金属の盗難騒動を起こしてしまい、港に到着した際にベリンダに捨てられてしまう。それを可哀想に思ったジェーンが新しい飼い主となり、一緒に旅に同行するようになる。
ベリンダに飼われていた頃は「ウォルフガング・アマデウス」という名前だったが、ジェーンが空の「sky」にちなんで「スカイ」という名前を付けた。

### バクストン家
ジョージ・バクストン
声 - 鈴木正和
ジェーンの兄でバクストン家の長男。浮遊泉の研究に没頭しており、「浮遊泉があれば空を飛べる」と主張しているが、学会からは全く相手にされていなかった。バルザックの要請を受け東方調査団に加わり、浮遊泉を探すため東方への旅に出る。しかし、その地で消息を絶ち、国からは「反乱を起こして処刑された」と発表されている。
しかし、実際は生きており、ネオシティで「マルセル・カマレ博士」として飛行機械の研究・開発を行っていた。
ウィリアム・ファーニー・バクストン
声 - 大川透、津村まこと（少年）
ジェーンの兄でバクストン家の次男。エドワードの再婚相手マルグリート（声 - 園田恵子）の連れ子で独占欲が強く、バクストン家を「自分から母を奪った」として嫌っており孤立しているが、ジェーンにだけは心を開いていた。
成人してからはエドワードの経営する銀行に勤めていたが、顧客の預金を横領したことが発覚しエドワードと口論になり、ジョージの東方への出発と同じ日に失踪する。
エドワード・バクストン
声 - 塚田正昭
バクストン銀行の頭取。ジェーンとジョージの父でウィリアムの義父。妻アンナ（声 - 大野エリ）と再婚相手のマルグリートを相次いで喪う。血の繋がっていないウィリアムを実の息子のように可愛がるが、その気持ちはウィリアムには届いていなかった。
「信頼が第一」を信条としており、顧客の預金を横領したウィリアムを厳しく叱責する。ジョージの訃報を受け元気をなくしていたことに加え、銀行の預金を盗まれ信用を失ったことにショックを受け病気になってしまう。
ケイト
声 - 谷育子
バクストン家のメイド長。ジェーンが生まれる前からバクストン家に仕えており、ジェーンが生まれてからは彼女の乳母を任されている。
ジェーンが旅に出ている間は一人でエドワードの看病をしている。

### 東方調査団
クリストフ・バルザック
声 - 大塚明夫
政務次官。若い頃は東方に赴任しており、そこで妻アマンダと娘カレンを病気で亡くしている。
浮遊泉の存在を信じ、ジョージを東方調査団に加える。ジョージの死から数年後には、自らが第二次東方調査団の隊長として浮遊泉を探しに旅立つ。
旅先で出会ったジェーンたちと行動を共にする。ジェーンを娘のように可愛がっており、何かと世話を焼いている。
マルスネー
声 - 楠見尚己
大尉。第二次東方調査団の護衛隊長として同行する。典型的な軍人気質で融通の利かない性格をしているが、一方で仲間想いな一面もある。
当初はジェーンたちにきつく接していたが、一緒に旅をする間に仲間と認めるようになり、彼女たちの身を案じるようになる。
ジャック
声 - 小野塚貴志
第二次東方調査団の護衛隊員。ネオシティの飛行機械による爆撃の際にはジェーンとマルスネーに命を救われる。
リチャード・グレン
声 - 秋元羊介
少佐。第一次東方調査団の隊長。浮遊泉を採掘する直前に、爆発事故に巻き込まれ死亡する。
アレックス・ウィナー
声 - 星野充昭
軍曹。第一次東方調査団の護衛隊員。浮遊泉を採掘する直前に、爆発事故に巻き込まれ死亡する。
ボブ・ハリソン
声 - 石田彰
ジョージの助手として第一次東方調査団に同行する。浮遊泉を採掘する直前に、爆発事故に巻き込まれ死亡する。

### ネオシティ
ハリー・キラー
声 - 大川透
ネオシティを支配する総統。ネオシティの建国者であり、市民からは慕われている。
正体はウィリアムであり、ジョージを利用して浮遊泉を手に入れネオシティを建国した。ジェネシスの力を使って世界を征服しようとしている。
ジャンヌ
声 - 亀井芳子
ネオシティで暮らす少女。明るく活発な少女でハリーの部屋によく出入りしている。ハリーのことを兄のように慕っており、彼が砂漠の人々に対して行ってきたことを知らない。
モリリレ
声 - 真殿光昭
バルザックの近辺に出没する怪しい男。正体はハリーの腹心で、ネオシティ軍の司令官。ハリーの命令でバルザック隊に潜入し旅を妨害していたが、度々ジェーンに邪魔されてしまう。
ケラ・カラージュ
声 - 加瀬康之
ネオシティの科学者。ジョージの助手をしているが、ハリーの命令でジョージを監視している。
名前の由来は『悪魔の発明』に登場する大海賊カラ・ケラージュ。
ジャバ
声 - 関口英司
機械盗賊団のリーダー。ハナン村から金品や人間を略奪しており、カミュールの父を殺した張本人。
バルザックたちの協力を得たカミュールに敗れ逃げ出す。

### 旅先の人々
カール
声 - 穂積隆信
ジェーンが乗った船の船長。普段は優しいが仕事をしている時は厳しい。「乗客の安全が第一」を信条としており、相手が乗客であっても危険な行動をすれば叱り付ける。
バンチ
声 - 増田ゆき
カールの船の見習い航海士。船長になるのを夢見ているが、若く未熟なためカール船長に船乗りの心得を教え込まれる。
アッバス
声 - 高瀬右光
ジェーンたちが雇った砂ヨットの船員。相棒のアリ（声 - 小形満）に頭が上がらない。アリの命令でジェーンたちの荷物を奪おうとするが、根は優しく強盗に内心反対していたため、彼を引き止め強盗するのを止める。
ダンカン
声 - 中庸助
バルザックが雇った砂船の機関長。仕事に厳しい職人気質な人物だが、根は優しいためクルーからは慕われている。
ケイレブ
声 - 小上裕通
バルザックが雇った砂船の機関士。力持ちの青年であり、ダンカンを補佐している。
カミュール・ジン・ハナン
声 - 小島幸子
砂漠で暮らすハナン族の女族長。父デュエンがネオシティの機械盗賊団に殺されたため、若くして族長の跡目を継ぐ。バルザックたちの協力を得て機械盗賊団を追い払う。
父や村の人々を大勢殺されたため、機械に対してあまり良い感情を持っていない。
サシャ
声 - 田上由希子
ハナン村で暮らす少女で、カミュールの身の回りの世話をしている。両親を機械盗賊団に連れ去られてしまう。

## 用語
浮遊泉
東方の果てに存在する空を飛ぶ液体で、気化する前は青緑色の鉱石となっている。ジョージの研究によれば、世界各地に伝わる鳥人伝説は浮遊泉の存在を意味しており、レオナルド・ダ・ヴィンチも浮遊泉を利用した飛行機械を発明していたらしい。
水と月の光に反応して気化し空を飛ぶことが出来るが、太陽の光を当ててしまうと赤く変色し爆発してしまう。
ネオシティ
ハリー・キラーが建国した国家。浮遊泉のある山場に造られた都市であり、ジョージの発明する飛行機械によって繁栄している。周囲を砂漠に囲まれているが、人工降雨機械によってネオシティの周囲だけは森林が存在する。
浮遊泉の採掘や飛行機械の開発に必要な労働力や資金は、砂漠に住む人々や交易船から略奪して確保しており、砂漠に住む人々からは恐れられている。
ジェネシス
浮遊泉を原子レベルで分解することによって生じる膨大なエネルギーを兵器に転用したもの。その威力は一撃で山を破壊する程である。
ジョージは人々の争いをなくすための平和利用を目的にしていたが、開発を命じたハリーはこれを兵器に転用して世界を征服することが目的だった。

## スタッフ
- 監督 - 矢野雄一郎
- 設定 / メカ・デザイン - 友永和秀
- キャラクター・プロップデザイン - 八崎健二
- 美術監督 - 白石誠
- 色彩設定 - 山本智子
- 音楽 - 中川俊郎、池田大介
- 音楽協力 - GIZA studio、株式会社ゼット、株式会社ミスターミュージック
- プロデューサー - 竹内孝次、鈴木路子、李東昱
- ストーリー - 古谷渓一郎、竹内孝次、矢野雄一郎
- 製作総指揮 - 加藤俊三
- アニメーション制作 - 株式会社テレコム・アニメーションフィルム
- 製作 - 株式会社トムス・エンタテインメント、株式会社WOWOW、KOKO ENTERPRISE CO., LTD.、株式会社セガ、株式会社ゼット

## 主題歌
オープニングテーマ
「Naked Story」
歌 - GARNET CROW / 作詞 - AZUKI七 / 作曲 - 中村由利 / 編曲 - 古井弘人
オープニング映像は、作品中の様々なシーンを編集して作られているが、一部の映像が第1～13話と第14～26話と、それぞれ前半からの映像と後半からの映像に差し替えられている。
エンディングテーマ
「What Can I Do」
歌 - Michael Africk with Mai-K / 作詞・作曲 - Michael Africk / 編曲 - Cybersound
第1話 - 第13話まで。
「This is your life」
歌 - Aika Ohno / 作詞 - Mai Kuraki / 作曲 - Aika / 英語訳詞 - Reron Reynolds / 編曲 - Aika、Aki"Heat"Tokunaga & Perry Geyer
第14話 - 第26話まで。

## 各話リスト
| 話数 | サブタイトル           | 脚本              | 絵コンテ              | 演出        | 作画監督                  | 放送日        |
| ---- | ---------------------- | ----------------- | --------------------- | ----------- | ------------------------- | ------------- |
| 1    | バクストン家の三兄妹   | 山田由香          | 矢野雄一郎            | 小山田桂子  | 横堀久雄                  | 2002年 1月5日 |
| 2    | 小さな亀裂             | 真島浩一          | 矢野雄一郎            | 古谷渓一郎  | 野口寛明                  | 1月12日       |
| 3    | 滲み出した黒い陰       | 里島美和          | 青山浩行              | 小山田桂子  | 横堀久雄                  | 1月19日       |
| 4    | はじめての航海         | 山田由香 谷村典子 | 増田敏彦              | KIM E CHOUL | CHOI EUN OK               | 1月26日       |
| 5    | 船乗りの勲章           | 山田由香 谷村典子 | 増田敏彦              | GO YOON JAE | KIM EUN CHUL LEE MOON SOO | 2月2日        |
| 6    | バルザックさん         | 真島浩一          | 矢野雄一郎            | 古谷渓一郎  | 野口寛明                  | 2月9日        |
| 7    | 新しい出会い           | 山田由香          | 古谷渓一郎 矢野雄一郎 | 古谷渓一郎  | 野口寛明                  | 2月16日       |
| 8    | 砂漠へ                 | 山田由香          | 滝口禎一              | 小山田桂子  | 横堀久雄                  | 2月23日       |
| 9    | 砂嵐                   | 山田由香          | 滝口禎一              | KIM E CHOUL | CHOI EUN OK               | 3月2日        |
| 10   | 私に出来ること         | 里島美和          | 友永和秀              | 小山田桂子  | 横堀久雄                  | 3月9日        |
| 11   | 難破船と青い砂の謎     | 里島美和          | 滝口禎一              | GO YOON JAE | KIM EUN CHUL LEE MOON SOO | 3月16日       |
| 12   | 機械盗賊団〜前編       | 真島浩一          | 増田敏彦              | 古谷渓一郎  | 野口寛明                  | 3月23日       |
| 13   | 機械盗賊団〜後編       | 真島浩一          | 増田敏彦              | 小山田桂子  | 野口寛明                  | 3月30日       |
| 14   | モリリレの正体         | 里島美和          | 増田敏彦              | KIM E CHOUL | CHOI EUN OK               | 4月6日        |
| 15   | おたがいの秘密         | 山田由香          | 友永和秀              | 小山田桂子  | 横堀久雄                  | 4月13日       |
| 16   | ジョージ ここに眠る    | 真島浩一          | 滝口禎一              | KANG JINHWA | KO EUNJOO                 | 4月20日       |
| 17   | はじめての空           | 山田由香          | 青山浩行              | 古谷渓一郎  | 安留雅弥                  | 4月27日       |
| 18   | ネオシティ             | 山田由香          | 友永和秀              | 古谷渓一郎  | 横堀久雄                  | 5月4日        |
| 19   | カマレ博士             | 真島浩一          | 青山浩行              | 小山田桂子  | 安留雅弥                  | 5月11日       |
| 20   | 逃亡                   | 山田由香          | 滝口禎一              | KIM E CHOUL | CHOI EUN OK               | 5月18日       |
| 21   | 浮遊泉の謎             | 真島浩一          | 増田敏彦              | KANG JINHWA | KO EUNJOO                 | 5月25日       |
| 22   | 侵入                   | 山田由香          | 田中敦子              | 古谷渓一郎  | 野口寛明                  | 6月1日        |
| 23   | 真実                   | 里島美和          | 青山浩行              | KIM E CHOUL | CHOI EUN OK               | 6月8日        |
| 24   | 帝国の崩壊             | 真島浩一          | 増田敏彦              | 小山田桂子  | 野口寛明                  | 6月15日       |
| 25   | 飛行機械プロミネンス   | 真島浩一          | 友永和秀              | 古谷渓一郎  | 安留雅弥                  | 6月22日       |
| 26   | ジェーンより愛を込めて | 山田由香          | 田中敦子              | 小山田桂子  | 野口寛明                  | 6月29日       |